# Venafrum
Venafrum war eine antike Stadt der Samniten im Tal des Volturnus (heute Venafro in der italienischen Region Molise).
Venafrum lag am natürlichen Verbindungsweg zwischen Samnium und Kampanien. In augusteischer Zeit wurde die Stadt colonia.
Erhalten haben sich am Hang des heutigen Monte S. Croce Reste der orthogonalen Stadtanlage (unterteilt in Häuserblöcke), die Stadtmauer, Domus aus dem 1. Jahrhundert v. Chr. mit Mosaiken und Malereien des 3. pompeianischen Stils, ein römisches Theater aus dem 1. Jahrhundert v. Chr. mit Erweiterungen aus iulisch-claudischer Zeit, ein Amphitheater sowie ein Aquädukt, der Wasser aus dem Quellgebiet des Volturnus ableitete und dessen Betrieb in einem inschriftlich erhaltenen Edikt beschrieben ist.
346 n. Chr. beschädigte ein Erdbeben das Theater. 